# Raquel Lanseros
Raquel Lanseros (Jerez de la Frontera, 1973) es una poeta y traductora española que, entre otros reconocimientos, obtuvo el Premio de la Crítica 2019 en la categoría de poesía.

## Trayectoria
Lanseros nació en la localidad gaditana de Jerez de la Frontera en 1973. Se licenció en filología Inglesa y obtuvo un master en comunicación social. Doctora en Didáctica de la Lengua y la Literatura. En 2018 se convirtió en profesora de Didáctica de la Lengua y Literatura en la Universidad de Zaragoza.
Su obra poética ha sido parcialmente traducida al inglés, francés, italiano, holandés, hindi, turco, hebreo, griego, ruso, armenio, serbocroata, árabe y portugués. Asimismo, ha sido incluida en numerosas antologías y publicaciones literarias tanto en España como en otros países como Italia, México, Bélgica, Francia, Nicaragua, Macedonia, Colombia, El Salvador, Turquía, Chile, Perú, India, Ecuador, Bolivia, Estados Unidos, Armenia, Puerto Rico, Marruecos y Argentina. Como traductora, destacan sus traducciones de Edgar Allan Poe, Lewis Carroll y Louis Aragon.  
Es colaboradora habitual de medios literarios, revistas y actividades de todo tipo dedicadas a la cultura. Se convirtió en miembro del colectivo artístico Hijos de Mary Shelley que fundó Fernando Marías Amondo y en la traductora oficial al español del proyecto Pop Science bajo el auspicio del Organización Europea para la Investigación Nuclear, l'Accademia Mondiale della Poesia y la Universidad de Ginebra.

## Premios y reconocimientos
Ha recibido numerosos galardones por su obra poética, destacando 
- Premio de la Crítica 2019 por Matria, que otorgan anualmente los críticos literarios a los mejores libros de narrativa y poesía.[5]

- Premio Andalucía de la Crítica (2019).[6]
- Premio Generación del 27 por El sol y las otras estrellas (2023).

- Premio de las Letras de la Real Academia San Dionisio de Artes, Ciencias y Letras de Jerez (2023).
- Premio de Literatura Ciudad de Priego (2024).

- Premio Unicaja por Los ojos de la niebla (2008),[7]

- Premio Antonio Machado en Baeza por Croniria (2009).

- Premio de Poesía del Tren por Cayo Hueso-Dublín (2011).

- Premio Jaén por Las pequeñas espinas son pequeñas (2013).

- Primer accésit del Premio Adonáis (2005) por Diario de un destello.

## Obra

### Poemarios
- El sol y las otras estrellas (Visor, Madrid, 2024)
- Matria (Visor, Madrid, 2018; 2ª ed. 2019)
- Las pequeñas espinas son pequeñas  (Hiperión, Madrid, 2013; 2ª ed. 2014)
- Fino a che siamo Itaca (CartaCanta Editore, Forlì, 2016)
- Journal d'un scintillement (Les Éditions du Paquebot, Paris, 2012)
- Croniria (Hiperión, Madrid, 2009), (Valparaíso Ediciones USA, Tennessee, 2014)
- Los ojos de la niebla (Visor, Madrid, 2008)
- Diario de un destello (Adonáis, Rialp, Madrid, 2006)
- Leyendas del promontorio (Ayto. Villanueva de la Cañada, Madrid, 2005)

### Antologías de su obra poética
- La acacia roja (Tres Fronteras, Murcia, 2008)
- Un sueño dentro de un sueño  (4 de agosto, Logroño, 2012)
- A las órdenes del viento (Valparaíso, Granada, 2012; 2ª ed. ampliada 2015)
- Esta momentánea eternidad. Poesía reunida 2005-2016 (Visor, Madrid, 2016; 2ª ed. 2017)
- Sin ley de gravedad. Poesía reunida 2005-2022 (Visor, Madrid, 2022; 2ª ed. 2023)

### Traducciones a su cargo
- Poemas de amor (Valparaíso, Granada, 2013), traducción de una selección de poemas de Edgar Allan Poe.
- Mira lo que has hecho (Valparaíso, Granada, 2014), traducción de los poemas de Gordon E. McNeer.
- Poemas (Valparaíso, Granada, 2015), traducción de una selección de poemas de Lewis Carroll.
- Los ojos de Elsa (Visor, Madrid, 2015), traducción por primera vez al español del libro más reconocido de Louis Aragon.
- Antología poética (Navona, Barcelona, 2018), traducción de los Collected poems de Sylvia Plath
- Un alma sin cadenas. Antología poética de las hermanas Brontë (Poéticas Ediciones, Granada, 2021).